# CALCRL
Kalcitoninskom receptoru sličan receptor (CALCRL, CRLR) je ljudski protein.

## Funkcija
Ovaj protein je G protein spregnuti receptor, koji je srodan sa kalcitoninskim receptorom. CALCRL je vezan za jedan od tri jednoprolazna transmembranska domena modifikujućeg protena receptorske aktivnosti (RAMP) koji su esencijalni ja njegovo dejstvo.
Asocijacija CALCRL sa različitim RAMP proteinima proizvodi različite receptore:
- sa : proizvodi CGRP receptor
- sa : proizvodi adrenomedullinski (AM) receptor, koji je označava AM1[5]
- sa : proizvodi dvojni CGRP/AM receptor, sa oznakom AM2

Ti receptori formiraju interakcije sa G proteinom , koji aktivira adenilat ciklazu posledica čega je formiranje intracelularnog cikličnog adenozin monofosfata (cAMP).

## Literatura
- Born W, Muff R, Fischer JA (2002). „Functional interaction of G protein-coupled receptors of the adrenomedullin peptide family with accessory receptor-activity-modifying proteins (RAMP).”. Microsc. Res. Tech. 57 (1): 14—22. PMID 11921352. doi:10.1002/jemt.10051.
- Yallampalli C; Chauhan M; Thota CS;  . (2003). „Calcitonin gene-related peptide in pregnancy and its emerging receptor heterogeneity.”. Trends Endocrinol. Metab. 13 (6): 263—9. PMID 12128288.
- Foord SM, Craig RK (1988). „Isolation and characterisation of a human calcitonin-gene-related-peptide receptor.”. Eur. J. Biochem. 170 (1-2): 373—9. PMID 2826160. doi:10.1111/j.1432-1033.1987.tb13710.x.
- Skofitsch G, Jacobowitz DM (1986). „Autoradiographic distribution of 125I calcitonin gene-related peptide binding sites in the rat central nervous system.”. Peptides. 6 (5): 975—86. PMID 3001670. doi:10.1016/0196-9781(85)90331-6.
- Flühmann B; Muff R; Hunziker W;  . (1995). „A human orphan calcitonin receptor-like structure.”. Biochem. Biophys. Res. Commun. 206 (1): 341—7. PMID 7818539. doi:10.1006/bbrc.1995.1047.
- Aiyar N; Rand K; Elshourbagy NA;  . (1996). „A cDNA encoding the calcitonin gene-related peptide type 1 receptor.”. J. Biol. Chem. 271 (19): 11325—9. PMID 8626685. doi:10.1074/jbc.271.19.11325.
- McLatchie LM; Fraser NJ; Main MJ;  . (1998). „RAMPs regulate the transport and ligand specificity of the calcitonin-receptor-like receptor.”. Nature. 393 (6683): 333—9. PMID 9620797. doi:10.1038/30666.
- Sams A, Jansen-Olesen I (1999). „Expression of calcitonin receptor-like receptor and receptor-activity-modifying proteins in human cranial arteries.”. Neurosci. Lett. 258 (1): 41—4. PMID 9876047. doi:10.1016/S0304-3940(98)00844-1.
- Kamitani S; Asakawa M; Shimekake Y;  . (1999). „The RAMP2/CRLR complex is a functional adrenomedullin receptor in human endothelial and vascular smooth muscle cells.”. FEBS Lett. 448 (1): 111—4. PMID 10217420. doi:10.1016/S0014-5793(99)00358-0.
- Aldecoa A, Gujer R, Fischer JA, Born W (2000). „Mammalian calcitonin receptor-like receptor/receptor activity modifying protein complexes define calcitonin gene-related peptide and adrenomedullin receptors in Drosophila Schneider 2 cells.”. FEBS Lett. 471 (2-3): 156—60. PMID 10767413. doi:10.1016/S0014-5793(00)01387-9.
- Frayon S; Cueille C; Gnidéhou S;  . (2000). „Dexamethasone increases RAMP1 and CRLR mRNA expressions in human vascular smooth muscle cells.”. Biochem. Biophys. Res. Commun. 270 (3): 1063—7. PMID 10772950. doi:10.1006/bbrc.2000.2552.
- Kuwasako K; Shimekake Y; Masuda M;  . (2000). „Visualization of the calcitonin receptor-like receptor and its receptor activity-modifying proteins during internalization and recycling.”. J. Biol. Chem. 275 (38): 29602—9. PMID 10882736. doi:10.1074/jbc.M004534200.
- Evans BN; Rosenblatt MI; Mnayer LO;  . (2000). „CGRP-RCP, a novel protein required for signal transduction at calcitonin gene-related peptide and adrenomedullin receptors.”. J. Biol. Chem. 275 (40): 31438—43. PMID 10903324. doi:10.1074/jbc.M005604200.
- Hilairet S, Foord SM, Marshall FH, Bouvier M (2001). „Protein-protein interaction and not glycosylation determines the binding selectivity of heterodimers between the calcitonin receptor-like receptor and the receptor activity-modifying proteins.”. J. Biol. Chem. 276 (31): 29575—81. PMID 11387328. doi:10.1074/jbc.M102722200.
- Kamitani S, Sakata T (2001). „Glycosylation of human CRLR at Asn123 is required for ligand binding and signaling.”. Biochim. Biophys. Acta. 1539 (1-2): 131—9. PMID 11389975. doi:10.1016/S0167-4889(01)00100-8.
- Nikitenko LL; Brown NS; Smith DM;  . (2001). „Differential and cell-specific expression of calcitonin receptor-like receptor and receptor activity modifying proteins in the human uterus.”. Mol. Hum. Reprod. 7 (7): 655—64. PMID 11420389. doi:10.1093/molehr/7.7.655.
- Hilairet S; Bélanger C; Bertrand J;  . (2001). „Agonist-promoted internalization of a ternary complex between calcitonin receptor-like receptor, receptor activity-modifying protein 1 (RAMP1), and beta-arrestin.”. J. Biol. Chem. 276 (45): 42182—90. PMID 11535606. doi:10.1074/jbc.M107323200.
- Aiyar N, Disa J, Pullen M, Nambi P (2002). „Receptor activity modifying proteins interaction with human and porcine calcitonin receptor-like receptor (CRLR) in HEK-293 cells.”. Mol. Cell. Biochem. 224 (1-2): 123—33. PMID 11693189. doi:10.1023/A:1011907328682.
- Hagner S; Haberberger RV; Overkamp D;  . (2002). „Expression and distribution of calcitonin receptor-like receptor in human hairy skin.”. Peptides. 23 (1): 109—16. PMID 11814625. doi:10.1016/S0196-9781(01)00586-1.

## Spoljašnje veze
- „Calcitonin receptors: CALCRL”. IUPHAR Database of Receptors and Ion Channels. International Union of Basic and Clinical Pharmacology.
- calcitonin+receptor-like+receptor на 